# Nguyễn Mạnh Tiến (chính khách)
Nguyễn Mạnh Tiến (sinh năm 1966) là tiến sĩ kinh tế và chính trị gia người Việt Nam. Ông là đại biểu Quốc hội Việt Nam khóa XIII chuyên trách trung ương, khóa XIV chuyên trách trung ương, thuộc đoàn đại biểu Tây Ninh, Phó Chủ nhiệm Ủy ban Đối ngoại của Quốc hội, Chủ tịch Nhóm Nghị sĩ hữu nghị Việt Nam - Mianma.

## Xuất thân và giáo dục
Nguyễn Mạnh Tiến sinh ngày 21 tháng 5 năm 1966, người dân tộc Kinh, không theo tôn giáo nào.
Ông có quê quán ở xã Hải Minh, huyện Hải Hậu, tỉnh Nam Định.
Ông có bằng thạc sĩ luật, tiến sĩ kinh tế và bằng Cao cấp lý luận chính trị Đảng Cộng sản Việt Nam.

## Sự nghiệp
Ngày 16 tháng 12 năm 1996, ông gia nhập Đảng Cộng sản Việt Nam.
Nguyễn Mạnh Tiến nguyên là Phó Chánh Văn phòng Ban Tổ chức Trung ương Đảng Cộng sản Việt Nam.
Ngày 7 tháng 5 năm 2009, Thủ tướng Chính phủ Việt Nam phê chuẩn kết quả bầu bổ sung thành viên Ủy ban nhân dân tỉnh Tây Ninh nhiệm kì 2004-2011, theo đó ông Nguyễn Mạnh Tiến được phê chuẩn giữ chức vụ Phó Chủ tịch Ủy ban nhân dân tỉnh Tây Ninh (theo Quyết định 590/QĐ-TTg).
Từ năm 2009 đến năm 2011, ông là Phó Chủ tịch Ủy ban nhân dân tỉnh Tây Ninh.
Ngày 22 tháng 5 năm 2011, ông trúng cử Đại biểu Quốc hội Việt Nam khóa 13 nhiệm kì 2011-2016 thuộc đoàn đại biểu Quốc hội tỉnh Tây Ninh.
Sau kì họp thứ nhất, Quốc hội Việt Nam khóa 13, ông trúng cử chức Phó Chủ nhiệm Ủy ban Đối ngoại của Quốc hội Việt Nam khóa 13.
Ngày 22 tháng 5 năm 2016, ông trúng cử Đại biểu Quốc hội Việt Nam khóa 14 nhiệm kì 2016-2021 thuộc đoàn đại biểu Quốc hội tỉnh Tây Ninh (chuyên trách trung ương).
Ông là Phó Chủ nhiệm Ủy ban Đối ngoại của Quốc hội, Chủ tịch Nhóm Nghị sĩ hữu nghị Việt Nam - Mianma.

## Đại biểu Quốc hội Việt Nam khóa 14
Ngày 22 tháng 5 năm 2016, ông trúng cử Đại biểu Quốc hội Việt Nam khóa 14 nhiệm kì 2016-2021 thuộc đoàn đại biểu Quốc hội tỉnh Tây Ninh (chuyên trách trung ương).

### Hoạt động
Ngày 22 tháng 5 năm 2018, Tại buổi thảo luận tổ về tình hình phát triển kinh tế - xã hội và ngân sách nhà nước kì họp thứ 5, Quốc hội khóa 14, ông có phát biểu gây tranh cãi về thuế và người nộp thuế. Cụ thể, ông cho rằng trên thực tế thuế tài sản, thuế thu nhập và các loại thuế khác "thu chưa hết, thu chưa kĩ", việc thu thuế dựa trên tỷ suất lợi nhuận là chưa hiệu quả. "Người bán trà đá tại Việt Nam là có tỷ suất lợi nhuận cao nhất trên thế giới, 5.000-7.000% nhưng dù có tận thu tiền thuế của họ thì cũng không bù được cho việc lọt mất dù chỉ 1% tiền thuế của những đối tượng có tỷ suất lợi nhuận thấp hơn, nhưng thực tế giá trị tuyệt đối của khoản lợi nhuận lại lớn hơn".